# اولیویه بللیسی
اولیویه بللیسی (انگلیسی: Olivier Bellisi؛ زادهٔ ۲۵ نوامبر ۱۹۷۵) بازیکن فوتبال اهل فرانسه است.
از باشگاه‌هایی که در آن بازی کرده‌است می‌توان به باشگاه فوتبال المپیک لیون و باشگاه فوتبال کان اشاره کرد.